# Maxime Spano
Maxime Spano Rahou (Aubagne, 31 ottobre 1994) è un calciatore francese naturalizzato algerino, difensore svincolato.

## Biografia
Spano è nato in Francia da padre italiano e madre algerina, e ha dichiarato di voler rappresentare la nazionale algerina. Ha un fratello gemello, Romain, anch'egli calciatore.

## Carriera
Ha esordito in Ligue 1 il 24 ottobre 2014 disputando con il Tolosa l'incontro perso 0-2 contro il Lens.

## Statistiche

### Presenze e reti nei club
Statistiche aggiornate al 24 maggio 2022.
| Stagione            | Squadra             | Campionato          | Campionato | Campionato | Coppe nazionali | Coppe nazionali | Coppe nazionali | Coppe continentali | Coppe continentali | Coppe continentali | Altre coppe | Altre coppe | Altre coppe | Totale | Totale |
| Stagione            | Squadra             | Comp                | Pres       | Reti       | Comp            | Pres            | Reti            | Comp               | Pres               | Reti               | Comp        | Pres        | Reti        | Pres   | Reti   |
| ------------------- | ------------------- | ------------------- | ---------- | ---------- | --------------- | --------------- | --------------- | ------------------ | ------------------ | ------------------ | ----------- | ----------- | ----------- | ------ | ------ |
| 2014-2015           | Tolosa 2            | CFA2                | 13         | 0          |                 | -               | -               |                    | -                  | -                  |             | -           | -           | 13     | 0      |
| 2015-2016           | Tolosa 2            | CFA2                | 18         | 0          |                 | -               | -               |                    | -                  | -                  |             | -           | -           | 18     | 0      |
| Totale Tolosa 2     | Totale Tolosa 2     | Totale Tolosa 2     | 31         | 0          |                 | -               | -               |                    | -                  | -                  |             | -           | -           | 31     | 0      |
| 2014-2015           | Tolosa              | L1                  | 3          | 0          | CF+CdL          | 0+1             | 0               |                    | -                  | -                  |             | -           | -           | 4      | 0      |
| 2015-2016           | Tolosa              | L1                  | 0          | 0          | CF+CdL          | 0               | 0               |                    | -                  | -                  |             | -           | -           | 0      | 0      |
| Totale Tolosa       | Totale Tolosa       | Totale Tolosa       | 3          | 0          |                 | 1               | 0               |                    | -                  | -                  |             | -           | -           | 4      | 0      |
| 2016-2017           | Grenoble            | CFA                 | 28         | 2          | CF              | 2               | 1               |                    | -                  | -                  |             | -           | -           | 30     | 3      |
| 2017-2018           | Grenoble            | N                   | 9          | 0          | CF              | 1               | 1               |                    | -                  | -                  |             | -           | -           | 10     | 1      |
| 2018-2019           | Grenoble            | L2                  | 27         | 1          | CF+CdL          | 1+0             | 1+0             |                    | -                  | -                  |             | -           | -           | 28     | 2      |
| Totale Grenoble     | Totale Grenoble     | Totale Grenoble     | 64         | 3          |                 | 4               | 3               |                    | -                  | -                  |             | -           | -           | 68     | 6      |
| 2019-2020           | Valenciennes        | L2                  | 28         | 0          | CF+CdL          | 1+1             | 0               |                    | -                  | -                  |             | -           | -           | 30     | 0      |
| 2020-2021           | Valenciennes        | L2                  | 24         | 0          | CF              | 0               | 0               |                    | -                  | -                  |             | -           | -           | 24     | 0      |
| 2021-2022           | Valenciennes        | L2                  | 6          | 0          | CF              | 2               | 0               |                    | -                  | -                  |             | -           | -           | 8      | 0      |
| Totale Valenciennes | Totale Valenciennes | Totale Valenciennes | 58         | 0          |                 | 4               | 0               |                    | -                  | -                  |             | -           | -           | 62     | 0      |
| Totale carriera     | Totale carriera     | Totale carriera     | 156        | 3          |                 | 9               | 3               |                    | -                  | -                  |             | -           | -           | 165    | 6      |